# Saint-Barthélemy (Landy)
Saint-Barthélemy – miejscowość i gmina we Francji, w regionie Nowa Akwitania, w departamencie Landy.
Według danych na rok 1990 gminę zamieszkiwały 183 osoby, a gęstość zaludnienia wynosiła 32 osób/km² (wśród 2290 gmin Akwitanii Saint-Barthélemy plasuje się na 994. miejscu pod względem liczby ludności, natomiast pod względem powierzchni na miejscu 1380.).